# Mestne utrdbe Pekinga
Mestne utrdbe Pekinga so bile vrsta obzidja s stolpi in vrati, zgrajenih v mestu Peking na Kitajskem v začetku 15. stoletja, dokler niso bila leta 1965 delno porušena zaradi gradnje 2. obvoznice in 2. linije pekinške podzemne železnice. Prvotno obzidje je bilo ohranjeno v jugovzhodnem delu mesta, južno od pekinške železniške postaje. Celoten obod notranjega in zunanjega mestnega obzidja se je raztezal približno 60 kilometrov.
Peking je bil glavno mesto Kitajske za večino dinastij Juan, Ming in Čing, pa tudi sekundarna prestolnica dinastij Ljao in Džin. Kot takšno je mesto potrebovalo obsežen sistem utrdb okoli Prepovedanega mesta, cesarsko mesto, Notranjega mesta in Zunanjega mesta. Utrdbe so vključevale stolpe z vrati, vrata, oboke, stražne stolpe, barbakane, barbakanske stolpe, barbakanska vrata, barbakanske oboke, zapornice, stolpe z zapornicami, opazovalne stolpe za sovražnike, vogalne stražarnice in sistem jarkov. Imelo je najobsežnejši obrambni sistem v cesarski Kitajski.
Po propadu dinastije Čing leta 1911 so pekinške utrdbe postopoma razstavljali. Prepovedano mesto je ostalo večinoma nedotaknjeno in postalo Palačni muzej. Nekatere utrdbe so ostale nedotaknjene, vključno s Trgom nebeškega miru, stolpom z vrati in stražnico v Džengjangmenu, stražnico v Dešenmenu, jugovzhodnim vogalnim stražarnico in delom notranjega mestnega obzidja blizu Čongvenmena. Slednja dva dela zdaj tvorita Park relikvij mestnega obzidja Ming. Nič od zunanjega mesta ni ostalo nedotaknjenega. Jongdingmen je bil leta 2004 popolnoma obnovljen.

## Zgodovina
Mesto Dadu, predhodnik Pekinga v dinastijah Ming in Čing, je leta 1264 zgradila dinastija Juan. Dadu je imel 11 mestnih vrat. Vzhodna, južna in zahodna stran so imele po tri vrata na stran, severno obzidje pa dvoja vrata. Tri vzhodna vrata, od severa proti jugu, so se imenovala Guangšimen (光熙门), Čongrenmen (崇仁门) in Čihuamen (齐化门). Tri zahodna vrata, od severa proti jugu, so se imenovala Sučingmen (肃清门), Hejimen (和义门) in Pingcemen (平则门). Tri južna vrata, od zahoda proti vzhodu, so se imenovala Šunčengmen (顺承门), Lidžengmen (丽正门) in Venmingmen (文明门). Severna dva vrata, od zahoda proti vzhodu, sta se imenovala Džjandemen (健德门) in Andženmen (安贞门).
Avgusta 1368 je general Šu Da iz dinastije Ming zavzel mesto od zadnjega cesarja Juana, cesarja Šuna. Šu Da se je odločil, da je Dadujev utrdbeni sistem prevelik za obrambo med obleganjem, zato je ukazal obnoviti severno mestno obzidje 2,8 kilometra južno od prvotne lokacije. Ta gradnja je preprečila načrtovano širitev mesta na sever. Novo obzidje je bilo zgrajeno z dodatno plastjo opeke, kar je še okrepilo obrambo mesta.
Prvotno severno obzidje je bilo po letu 1372 opuščeno, vendar je bilo med dinastijo Ming še vedno uporabljeno kot sekundarna obramba. Med uporom An Da so bile pri teh vratih nameščene nekatere čete Ming. Od severnega in zahodnega dela mestnega obzidja Dadu je ostal le majhen del, pa tudi deli sistema jarkov na teh območjih. Južna polovica zidu barbakana v Sučingmenu je še danes vidna.
Leta 1370 je cesar Hongvu svojemu četrtemu sinu, Džu Diju (kasneje cesarju Jongleju), podelil naziv kralj odvisnosti Jan, katerega glavno mesto je bilo v Beipingu (današnji Peking). Leta 1379 je bila nova palača dokončana in Džu Di se je preselil naslednje leto.
Leta 1403 je Džu Di spremenil ime mesta iz Beiping ("severni mir") v Peking ("severna prestolnica"). Leta 1406 je začel načrtovati selitev svoje prestolnice iz Nandžinga v Peking. Takrat je bil Peking le prestolnica odvisnega območja kraljestva Jan, zato ni imel zelo obsežnih utrdb. Za izpolnitev obrambnih potreb nove prestolnice, da bi se lahko uprla občasnim mongolskim vdorom s severa, bi bila potrebna obsežna širitev in rekonstrukcija. To je zaznamovalo začetek gradnje mingških delov pekinških utrdb.
Gradbena dela na Šinei ("notranjem zahodu") so se začela leta 1406 na temeljih palače kralja Jan. Končana so bila naslednje leto. Leta 1409 je bil Džianšouling končan na gori Tianšov v okrožju Čangping. Leta 1416 se je začela gradnja kompleksa Prepovedanega mesta v slogu, ki je posnemal prvotno cesarsko palačo v Nandžingu. V tem času so bile zgrajene dvorane, palače in paviljoni Prepovedanega mesta, kot so Taimiao, Dvorana prednikov, gora Vansui, jezero Taije, rezidence desetih kraljev, rezidence cesarskih knezov, rezidence uradnikov ter boben in zvonik. Južno mestno obzidje so premaknili proti jugu za 0,8 kilometra, da bi zagotovili več prostora za bodoči kompleks cesarskega mesta. Leta 1421 je bila prestolnica dinastije Ming na Kitajskem uradno preseljena iz Nandžinga ("južna prestolnica") v Peking ("severna prestolnica"). Nebeški tempelj, Tempelj Zemlje in Tempelj Šjanong so bili zgrajeni v takratnem južnem predmestju. Nekateri viri kažejo, da je bila osrednja os mesta premaknjena proti vzhodu, da bi podjarmili Či prejšnje dinastije (novi Či prihaja z vzhoda, kjer sonce vzhaja vsak dan).
Druga širitev mesta se je zgodila med letoma 1436 in 1445 po ukazu cesarja Jinga iz dinastije Ming. Večja dela so vključevala dodajanje dodatne plasti opeke na notranjo stran mestnega obzidja, s čimer je nastal južni konec ob jezeru Taije, gradnjo vratnih stolpov, barbakanov in stražnih stolpov na devetih glavnih mestnih vratih, gradnjo štirih vogalnih stražnih stolpov, postavitev Paifanga na zunanji strani vsakih glavnih mestnih vrat in zamenjavo lesenih mostov čez jarek s kamnitimi mostovi. Pod mostovi so bile zgrajene zapornice, na nasip jarka pa so bile dodane obloge iz kamna in opeke.
Novo razširjeno mestno obzidje in sistem jarkov je bil dolg 45 lis (22,5 kilometra) po obodu in je zagotavljal močno obrambo. Cesarske grobnice so bile zgrajene na obrobju mesta. Za zaščito Pekinga med obleganjem so zgradili mesto Čangping, oskrbovalno mesto, notranje dele Velikega zidu in druge oddaljene utrdbe.
Mesto se je soočilo s številnimi vdori Mongolov. Leta 1476 je bila predlagana gradnja zunanjega mesta. Leta 1553 je bil južno od prvotnega mesta dokončan velik pravokoten zunanji mestni sistem obzidja in jarkov, ki je imel obliko, podobno znaku "凸". Ta obrambni obod se je ohranil skoraj 400 let.
Obrambni sistem obzidja in jarkov je dinastija Čing (1644–1912) ohranila nespremenjenega. Vendar je bilo cesarsko mesto popolnoma prenovljeno. Številne hiše, ki so jih uporabljali kot rezidence uradniki notranjega kabineta dinastije Ming, so bile preurejene v stanovanja za meščane, prav tako številne pisarne cesarskih uradnikov, prostori za služinčad, skladišča in hlevi za shranjevanje sena. Han Kitajci so bili prisiljeni živeti v zunanjem mestu ali zunaj mesta, saj so rezidence v notranjem mestu postale izključno domovi za Osem praporov – Mandžurje, sorodnike cesarja. V notranjem mestu so zgradili dodatna stanovanja za cesarske sorodnike, skupaj z budističnimi templji sekte Gelug. V tem času je bil zgrajen tudi park Tri gore, pet vrtov v zahodnih predmestjih.
Ko so Britanci prvič prispeli v Peking med dinastijo Čing, so štiri dele mesta zapisali v časopise kot: Kitajsko mesto (zunanje mesto), Tatarsko mesto (notranje mesto), Cesarsko mesto in Prepovedano mesto.

## Razstavljanje
Zgodovinski zapisi kažejo, da je Li Zičeng, ko se je leta 1644 umaknil iz mesta, ukazal požgati cesarski palačni kompleks dinastije Ming in glavna mestna vrata. Toda leta 1960, ko so obzidje končno razstavili, so delavci ugotovili, da so stolpi in deli vrat Dongdžimen in Čongvenmen originali dinastije Ming.
Obzidje in sistem jarkov sta bila v času dinastij Ming in Čing dobro vzdrževana, vse do leta 1900. Ni bilo dovoljeno vrtati lukenj ali delati lokov. Vsaka škoda – tudi če je manjkala le ena sama opeka – je bila hitro prijavljena oblastem in popravljena.
Med boksarsko vstajo (1898–1901) je bila utrdbam povzročena velika škoda. Društvo pravične harmonije je požgalo stolp z vrati v Džengjangmenu, njegov stražni stolp pa so uničile indijske čete. Stražni stolpa v Čaojangmenu in Čongvenmenu sta bila uničena s topniškim ognjem japonskih in britanskih sil, stražni stolp na severozahodnem vogalu notranjega mesta pa so uničili ruski topovi. Britanske čete so porušile zahodni del zunanjega mestnega obzidja pri Jongdingmenu in mestno obzidje, ki je obdajalo Nebeški tempelj. Končno postajo železnice Peking-Fengtian so premaknile iz Madžiapuja, zunaj mesta, na posestvo Nebeškega templja, kjer so bili sedeži britanskih in ameriških sil. To je bilo prvič od dinastije Ming, da je bilo mestno obzidje prebito. Leta 1901 so britanske čete porušile vzhodni del zunanjega mestnega obzidja pri Jongdingmenu, da bi omogočile podaljšanje železnice proti vzhodu do Džengjangmena. To je omogočilo gradnjo železniške postaje >Džengjangmen East (sedanja postaja Čjanmen). Tukaj so se lahko uslužbenci britanskega veleposlaništva in konzulata vkrcali na vlake, s katerimi so se v primeru potrebe po umiku odpeljali v pristaniško mesto Tiencin (danes Tiandžin). Britanske čete so porušile tudi vzhodni del zunanjega mestnega obzidja blizu Dongbianmena za gradnjo železniške proge Peking Dongbianmen-Tongdžou.
Cesarska vlada dinastije Čing je propadla leta 1911. Med letoma 1912 in 1949 sta vlada Republike Kitajske Beijang in nacionalistična vlada izvedli manjša dekonstrukcijska in prilagoditvena dela. Ko je bila leta 1915 zgrajena pekinška obmestja železnice, so razstavili opazovalne stolpe na severovzhodnem in jugovzhodnem vogalu, stranske stene stražnih stolpov na teh vogalih pa so imele zgrajene oboke kot prehode za vlake. Barbakan in zapornice pri Dešengmenu, Andingmenu, Čaojangmenu in Dongdžimenu so bile razstavljene za prehod vlakov. Barbakan pri Džengjangmenu so razstavili, da bi olajšali promet na območju Čjanmena. V mestnem obzidju v bližini Hepingmena, Džjanguomena, Fušingmena in več drugih manjših vrat so bili vrezani oboki za vlake. Obzidje cesarskega mesta je bilo v celoti razstavljeno, razen južnega proti jugozahodnemu delu.
Vratni stolpi, stražne stolpe in vogalne stolpe glavnih vrat tako notranjega kot zunanjega mesta so sčasoma razstavili zaradi pomanjkanja sredstev za vzdrževanje. Ko je bila leta 1949 ustanovljena Ljudska republika Kitajska, je bila večina jarkov in vratnih stolpov še vedno ohranjenih, čeprav v dotrajanem stanju.
Leta 1949 je Peking postal prestolnica novo ustanovljene komunistične vlade. Študije urbanističnega načrtovanja, ki jih je sponzorirala vlada, so pokazale, da so preostale strukture obzidja in jarkov ovirale prometni tok in predstavljale oviro za širitev in razvoj. Zunanje mestno obzidje je bilo v 1950-ih popolnoma razstavljeno, notranje obzidje pa so začeli rušiti leta 1953.
Medtem je divjala razprava o tem, ali naj se preostalo mestno obzidje ohrani ali razstavi. Arhitekt Liang Sičeng je bil vodilni zagovornik ohranitve obzidja. Priporočil je izrezovanje več lokov, da bi se prilagodili novim cestam, ki bi zadovoljile povečane prometne potrebe, in predlagal gradnjo ogromnega javnega parka okoli mesta tik pred mestnim obzidjem in jarki, da bi polepšali okolje. Med podporniki ohranitve so bili redolog Ju Pingbo, takratni namestnik ministra za kulturo Dženg Dženduo in številni sovjetski urbanisti, ki so takrat delovali v državi. Privržence ohranitve mestnega obzidja je politični pritisk utišal in do konca velikega skoka naprej (1958–1961) je bilo zunanje mestno obzidje popolnoma razstavljeno, notranje obzidje pa prepolovljeno.
V 1960-ih so se odnosi med Kitajsko in Sovjetsko zvezo poslabšali. Po razkolu med Kitajsko in Sovjetsko zvezo so ljudje menili, da je vojna s Sovjetsko zvezo neizogibna. Zgrajena so bila podzemna zaklonišča za bombe, podzemna "oskrbovalna mesta" in podzemna železnica – Pekinška podzemna železnica. Dela na podzemni železnici so se začela 1. julija 1965. Uporabljena gradbena tehnika je bila "izkop in zakrito": kamor koli naj bi šla pot podzemne železnice, je bilo treba porušiti vse na površini. Ker bi bilo rušenje hiš in preseljevanje ljudi tako velik podvig, so se odločili, da se podzemna železnica zgradi tam, kjer so bili mestni zidovi in jarki.
Rušitvena dela, ki so se začela leta 1965, so potekala pod nadzorom oddelka za ceste in razvoj mestne uprave Pekinga. Ljudje in tovarne, ki so upali, da bodo imeli dostop do gradbenega materiala iz mestnih utrdb, so se prostovoljno javili za sodelovanje pri rušenju. Po začetku gradnje podzemne železnice so bile na pomoč pripeljane čete, da bi povečale hitrost in učinkovitost postopka. Prvi odseki obzidja, ki so jih odstranili, so bili južni del notranjega mestnega obzidja, Šuanvumen in Čongvenmen, za seboj pa je ostalo 23,6 km dolgega jarka. Druga faza se je začela na železniški postaji v Pekingu v jugovzhodnem kotu notranjega mesta in je potekala skozi najdišča Džianguomen, Andingmen, Šidžimen in Fušingmen. Stolpi in obzidje so bili odstranjeni ter ustvarjeni še 16,04 kilometra dolgega jarka. Odsek obzidja v bližini Šibianmena, dolg približno 100 metrov, je bil uporabljen kot skladišče surovin in je bil tako prihranjen pred rušenjem. Drug odsek od Čongvenmena do stražarskega stolpa na jugovzhodnem vogalu notranjega mesta je bil prizanesen, ker je proga podzemne železnice zavila proti železniški postaji v Pekingu. Vrhovi obzidja so bili razstavljeni, zaradi česar hoja po njem ni bila več mogoča. Od leta 1972 so bili vzhodni, južni in zahodni jarki Pekinga pokriti in preurejeni v kanalizacijo, da bi tlakovali 2. obvoznico nad podzemno železnico in oskrbovali visoke stanovanjske bloke in hotele na območju Čjanmena.
Leta 1979 je vlada odpovedala rušenje preostalega mestnega obzidja in ga razglasila za kulturno dediščino. Do takrat so bili edini nedotaknjeni deli stolp z vrati in stražni stolp v Džengjangmenu, stražni stolp v Dešengmenu, stražni stolp na jugovzhodnem vogalu, severni jarki notranjega mesta, del notranjega mestnega obzidja južno od železniške postaje v Pekingu in majhen del notranjega mestnega obzidja blizu Šibianmena.

## Notranje mesto
Notranje mesto Pekinga se imenuje tudi Džingčeng ("glavno mesto") ali Dačeng ("veliko mesto"). Vzhodni in zahodni del sta bila prvotno del mesta Juan Dadu, severni in južni del pa sta bila zgrajena v zgodnji dinastiji Ming v obdobjih Hongvu (1368–1398) in Jongle (1402–1424). Obzidje je bilo zgrajeno iz zbitega zemeljskega površja, prekritega s skalami in zaključno plastjo opeke tako v notranjosti kot na zunanjosti. Povprečna višina je bila od 12 do 15 metrov. Severni in južni del, zgrajen v zgodnji dinastiji Ming, sta bila debelejša od vzhodnega in zahodnega dela, zgrajenega v času dinastije Juan (1271–1368). Debelejši deli so bili v povprečju visoki od 19 do 20 metrov pri dnu in 16 metrov na vrhu, z ograjo na vrhu. Notranje mestno obzidje je imelo devet vrat in stolp na vsakem vogalu. Imela je tri zapornice, 172 sovražnikovih opazovalnih stolpov in 11.038 strelnih lin. Takoj za mestnim obzidjem so bili globoki jarki, široki od 30 do 60 metrov.

### Notranja mestna vrata
Notranje mestno obzidje Pekinga je imelo stolpe vrat, ki so stali na pravokotnih ploščadih, visokih od 12 do 13 metrov, integriranih v mestno obzidje. Vsak vhod skozi vrata, osredotočen pod sredino ploščadi stolpa vrat, je imel dvoja velikanska rdeča lesena vrata, ki so se odpirala navzven. Na zunanji strani vrat so bile nameščene železne izbokline, na notranji strani pa pozlačene bakrene izbokline. Ko so bila vrata zaprta, so bila zaklenjena z velikanskimi lesenimi tramovi velikosti drevesnega debla.
Stolpi vrat notranjega mesta so bili zgrajeni v obdobju Džengtong dinastije Ming (1435–1449) v slogu Šiešanding z več napušči. Strehe so bile pokrite s sivimi cevastimi strešniki in zelenimi glaziranimi ploščicami. Stolp vrat Džengjangmen je bil dolg sedem sob in širok pet sob; Čaojangmen in Fučengmen sta bila široka tri sobe. Vsak stolp vrat je imel drugačen tloris. Stolp vrat v Džengjangmenu je bil najvišji in najbolj impozanten stolp vrat notranjega mesta. Čongvenmen in Šuanvumen sta bila nekoliko manjša od Džengjangmena. Dongdžimen in Šiždimen sta bila še manjša, Dešengmen, Andingmen, Čaojangmen in Fučengmen pa so bili najmanjši. Vsak vhodni stolp je imel dve nadstropji. Vojaki so se lahko povzpeli na zgornje nadstropje, da bi imeli boljši pogled na bližajoče se sovražnike.
Vsak vhodni stolp je imel pred seboj stražnico. Vse so bile edinstvene. Stražnica v Džengjangmenu je bila visoka 38 metrov, široka 52 metrov in globoka 32 metrov, zgrajena na dvignjeni ploščadi, visoki 12 metrov. Ta vrata, imenovana "Čjanmen", so bila namenjena izključno cesarju. Zgrajena so bila v slogu Šješanding z več napušči, imela so sive cevaste strešnike z zelenimi glaziranimi ploščicami na vrhu. Južna stran je imela sedem prostorov z 52 režami za puščice, severna stran pa pet prostorov z 21 režami za puščice. Vzhodna in zahodna stran sta imeli po 21 rež za puščice. Drugi stražni stolpi v notranjem mestu so imeli zunanjo zasnovo, podobno tisti v Čjanmenu, z večstrešnimi vhodnimi stolpi v slogu Šješanding spredaj in nizom petih sob zadaj. Tako zgornja kot spodnja raven stražnih stolpov sta bili opremljeni s puščičnimi režami.
Stražni stolpi so bili povezani z notranjim in zunanjim obzidjem s strukturo, imenovano barbakan. Barbakani v Dongdžimenu ali Šidžimenu so bili kvadratni; tisti v Džengjangmenu in Dešengmenu so bili pravokotni; v Dongbianmenu in Šibianmenu so bili polkrožni. Večina barbakanov v notranjem mestu je imela zaobljene vogale, kar je zagotavljalo boljši pogled in jih je bilo težje splezati ali uničiti. Vsak barbakan v notranjem mestu je imel edinstveno zasnovo.

## Zunanje mestno obzidje
Zunanje mestno obzidje je imelo štiri vogalne stražne stolpe in sedem vratnih stolpov. Zunanjost obzidja je bila prekrita z bloki, ki so bili v povprečju široki en meter. Večina večjih blokov je bila postavljenih v času dinastije Ming, manjši pa v času dinastije Čing. Bloki na notranji površini so bili v povprečju visoki 0,7 metra. Zunanje mestno obzidje je imelo povprečno višino od 6 do 7 metrov. Obzidje je bilo na vrhu široko od 10 do 11 metrov, pri dnu pa od 11 do 15 metrov. Zahodni deli so bili najožji, v povprečju so merili le 4,5 metra na vrhu in 7,8 metra pri dnu.
Zunanje mestno obzidje, vratni stolpi in vogalni stražni stolpi so bili razstavljeni med letoma 1951 in 1958.

### Zunanja mestna vrata
Pekinško zunanje mestno obzidje je imelo sedem vrat, tri na južnem obzidju, po ena na vzhodnem in zahodnem obzidju ter dvoja stranska vrata na severnem obzidju (na severovzhodnem in severozahodnem delu). Zunanji mestni vratni stolpi so bili vsi manjši od stolpov v notranjem mestu. Največja so bila osrednja južna vrata: Jongdingmen. Ta vrata so bila poravnana na isti osi sever-jug kot Džengjangmen v notranjem mestu, Tiananmen v cesarskem mestu in Vumen v prepovedanem mestu. Stolp vrat v Jongdingmenu je bil visok približno 20 metrov, v večnapuščnem slogu Šješanding in je imel sedem krat tri sobe. Tik pod Jongdingmenom je bil nekoliko manjši Guangningmen (današnji Guang'anmen). Stolpi vrat v Guangqumenu, Zuo'anmenu in Jou'anmenu so bili vsi enonapuščni v slogu Šješanding z enim nadstropjem in so bili visoki le 15 metrov. Stranska vrata, Dongbianmen in Šibianmen, so bila še manjša.
Barbakani zunanjih mestnih vrat so bili zgrajeni šele v času dinastije Ming. Stražni stolpi so bili zgrajeni v obdobju Čjanlong v dinastiji Čing (1735–1796). Stražni stolpi zunanjega mestnega obzidja so bili manjši od tistih v notranjem mestu. Stražni stolp v Yongdingmenu je bil največji na zunanjem mestnem obzidju; imel je dve vrsti puščičnih rež s sedmimi režami v vsaki vrsti na sprednji strani in dve vrsti po tri na vsaki strani. Za razliko od notranjega mesta stražna stolpa na notranji strani nista imela stranskega stolpa; imela sta le lok. Stražni stolpa v Guang'anmenu, Guangqumenu, Zuo'anmenu in Jou'anmenu sta imela vsak po 22 puščičnih rež. Dongbianmen in Šibianmen sta imela najmanjša stražna stolpa, z le osmimi puščičnimi režami. Za razliko od notranjega mestnega obzidja so bili barbakani na zunanjem obzidju zgrajeni okoli podnožja stražnih stolpov namesto okoli podnožja vratnih stolpov, tako da so tvorili ravno črto z vratnim lokom. Templji Guandi niso bili zgrajeni v barbakanih zunanjih mestnih vrat.

## Cesarsko mesto
Pekinško cesarsko mesto je bilo zgrajeno v obdobju Jongle (1402–1424). Razširjeno je bilo proti severu, vzhodu in jugu od temeljev cesarskega mesta Dadu dinastije Juan kot širitev Prepovedanega mesta, ki je bilo namenjeno izključno cesarski družini. Bilo je pravokotne oblike, razen v jugozahodnem kotu, kjer je stal tempelj Čingšou. Zidovi so bili v povprečju visoki od 7 do 8 metrov, debeli pri dnu in 1,7 metra na vrhu. Zunanjost je bila pobarvana rdeče, na vrhu pa glazirane cesarske rumene ploščice. Obseg je bil 10,6 kilometra (sever: 2506 metrov, jug: 1701 metrov, vzhod: 2756 metrov, zahod: 3724 metrov). Imel je sedem vrat (nekateri viri naštevajo štiri, šest ali osem vrat), od katerih so Tiananmen, Di'anmen, Dong'anmen in Ši'anmen štiri, na katere se nanaša rek »Notranje mesto devet vrat, Zunanje mesto sedem vrat, Cesarsko mesto štiri vrata (内九外七皇城四)«.
Glavna osrednja južna vrata cesarskega mesta so bila Damingmen. Zgrajena so bila iz opeke, posnemajoč vrata Prepovedanega mesta. Njihova osnova je bila iz belega marmorja v slogu Šumi. Stolp vrat je bil v slogu Šješanding z enojnim napuščem in glaziranimi cesarskimi rumenimi strešniki. Imel je pet stebrov na sprednji strani, tri oboke na sredini in ograjo iz belega marmorja. Leta 1644, ko so Mandžurci prvič vstopili v Peking in ustanovili dinastijo Čing, so vrata preimenovali v Dačingmen (大清門 "Velika vrata Čing"), ko so na azurnem ozadju ustanovili dinastijo Čing. Na beli marmorni plošči na vratih je bilo v zlatu na azurnem ozadju vgravirano ime "Dačingmen". Leta 1912, ko je bila dinastija Čing strmoglavljena in je bila ustanovljena Republika Kitajska, so vrata preimenovali v Džonghuamen (中華門 "Vrata Kitajske"). Mestni načrtovalci so se odločili, da ploščo ponovno uporabijo in na hrbtno stran preprosto napišejo besedi Džonghuamen. Ko pa so jo sneli in obrnili, so odkrili, da so besede Damingmen (大明門 "Velika vrata Ming") že na hrbtni strani plošče; plošča je bila že ponovno uporabljena. Namesto tega je bila izdelana nova plošča iz lesa. Leta 1954 so vrata na priporočilo sovjetskih mestnih načrtovalcev, ki so takrat delali v Pekingu, razstavili za prihodnji Trg nebeškega miru. Na njegovi lokaciji se zdaj nahaja mavzolej Mao Cetunga.
Vrata Čang'anzuomen, ki se nahaja jugozahodno od Tiananmena, so podobna vratom Damingmen. Imenovali so jih tudi Činglongmen ali Longmen, kar pomeni 'Zmajeva vrata', saj so v času dinastij Ming in Čing na teh vratih objavljali rezultate cesarskih izpitov. Uspešno opravljeni izpiti so osebi omogočali vstop v Prepovedano mesto in delo na cesarskih birokratskih položajih, ki so bili običajno prepovedani navadnim ljudem. Vrata so bila odstranjena leta 1952, ko so razširili avenijo Čang'an.
Vrata Čang'anjoumen, ki se nahaja jugovzhodno od Tiananmena, so bila podobna vratom Damingmen. Imenovali so jih tudi Baihumen ali Humen, kar pomeni 'Tigrova vrata', ker so v času dinastij Ming in Čing zapornike usmrtili tik zahodno od teh vrat. Vrata so bila odstranjena leta 1952, ko so razširili avenijo Čang'an.
Vrata Tiananmen ("Vrata nebeškega miru"), prvotno imenovana Čengtiandžimen, so bila preimenovana v času dinastije Čing. Nahajala so se na sredini južnega obzidja cesarskega mesta. V Daming Huidian (zbranih statutih dinastije Ming) so navedena kot glavna vrata cesarskega mesta. Trg nebeškega miru (Tiananmen) je eden od več vrat, ki so se vrstila vzdolž osi sever-jug pri glavnem vhodu v Prepovedano mesto. Njegova ploščad je visoka 13 metrov. Ima belo marmorno podlago v slogu Xumi in pet lokov. Stolp vrat je bil zgrajen v večnapušnem slogu Šješanding z glaziranimi rumenimi cesarskimi strešniki. Meri devet krat pet sob (prvotno pet krat tri sobe v zgodnji dinastiji Ming) in je visok 33,7 metra. Leta 1958 je bil popolnoma obnovljen in nato večkrat popravljen.
Duanmen se je nahajal neposredno severno od Tiananmena. Bil je podoben Tiananmenu. Lahko ga vidimo kot zunanja vrata Vumena, ki so bila glavni vhod v Prepovedano mesto. To se ujema s pravilom petih vrat Džoujevega obreda Džimen ali Kumen.
Dong'anmen so nekoliko južno od sredine vzhodnega obzidja cesarskega mesta. Z enojnim napuščem v slogu Šješanding z glaziranimi cesarskimi rumenimi strešniki je imel sedem krat tri sobe in tri oboke, vsak s parom rdeče pobarvanih zlatih žebljev. Leta 1912 ga je uničil požar med Cao Kunovo vstajo proti Džang Šunu. Leta 2001 je bilo območje očiščeno, da bi postalo park Pekinškega cesarskega mesta.
Ši'anmen se je nahajal nekoliko severno od sredine zahodnega obzidja cesarskega mesta. Bil je podoben Dong'anmenu. 1. decembra 1950 je bil po nesreči zgorel. Na prvotnem mestu je bila v spomin zgrajena manjša različica vratnega stolpa, pri čemer so bili uporabljeni isti materiali kot originalni vratni stolp.
Beianmen se je nahajal na osrednji osi severnega obzidja cesarskega mesta. Severna vrata cesarskega mesta so se v času dinastije Ming običajno imenovala Houzaimen. V času dinastije Čing so ga preimenovali v Di'anmen. Bil je podoben Dong'anmenu, vendar nekoliko večji. Med letoma 1954 in 1956 so ga razstavili.

## Prepovedano mesto
Pekinško palačno mesto ali Prepovedano mesto (tako imenovano, ker je bil večini prebivalstva vstop prepovedan) je bilo dokončano leta 1415. Njegovo obdajajoče obzidje je imelo obseg 3,4 kilometra, višino 10 metrov, debelino 8,62 metra pri dnu in debelino 6,66 metra na vrhu. Obzidje je imelo dve vrsti strešnikov, glaziranih v cesarsko rumeni barvi, postavljenih na trikotni podlagi, visoki 0,84 metra. Notranja in zunanja stran obzidja sta bili ojačani z 2 metra debelimi opekami, ki so obdajale kamne in zbito zemljo. Prepovedano mesto je imelo štiri vogalne stražne stolpe, zgrajene v kombiniranem večnapuščnem slogu Šješanding. Imelo je štiri vrata.
Vumen (午门 dobesedno 'Vrata poldnevnika') so bila glavna vrata, obrnjena proti jugu. Bila so poravnana z osrednjo osjo mesta in s tremi drugimi vrati: Jongdingmen zunanjega mesta, Džengjangmen notranjega mesta in Tiananmen cesarskega mesta. Zgrajena so bila na 13,5 metra visoki ploščadi v obliki 凹 ('konkavna'). Vratni stolp je imel devet krat pet sob v večnapuščni verandni zasnovi. Na vsaki strani je imel dva stranska paviljonska stolpa, kvadratne oblike, vsak s pet krat pet sob. Dve krilni krilci, ki se raztezata od središča, se običajno imenujeta stolpi s sokoljimi krili. Vsako od teh kril ima 13 krat dva prostora s kvadratnim paviljonskim stolpom na koncu krila. Vsako krilo ima manjša vrata blizu križišča z glavnim 'telesom' ploščadi. Na levi in desni strani ploščadi so sončne ure in številni drugi instrumenti za merjenje časa. Vrata so pravokotne oblike, za razliko od obokov, ki jih vidimo pri vratih zunanjega mesta, notranjega mesta in cesarskega mesta. Na sredini vrat so trije oboki.
Šuánvumen (玄武门) (ne smemo ga zamenjevati s Šuanvumen (宣武门) notranjih mestnih vrat), imenovan tudi Šenvumen (神武门), je bil severni vhod v Prepovedano mesto. Njegov vhodni stolp je imel pet krat tri sobe v obliki večnapuščne verande. Ima tri pravokotna vrata. V času dinastij Ming in Čing so bila tik pred temi vrati vrata, imenovana Beišangmen, vendar so jih leta 1950 razstavili.
Donghuamen (东华门) je bil vzhodni vhod v Prepovedano mesto, s podobno zasnovo kot Šuánvumen in Šihuamen. Šihuamen je bil zahodni vhod v Prepovedano mesto, s podobno zasnovo kot Šuánvumen in Donghuamen.
Čing Huidian omenja, da je bilo v Prepovedano mesto šest vrat. To upošteva dvoje manjših stranskih vrat Vumenovih dveh 'krakov'.

## Jarki, kanali in drugi sistemi porečij
Mesto Dadu iz dinastije Juan je imelo obsežen sistem jarkov v mestu in okoli njega. Potem ko so leta 1368 vojaki Ming vstopili v Dadu, je bilo severno obzidje obnovljeno nekoliko južneje od prvotnega. Novo obzidje je bilo zgrajeno na nakopičenem zemeljskem griču, ki je nastal z izkopom jarka Dadu. Za tri glavna južna vrata palače, cesarske četrti in notranjega mestnega jedra je bil zgrajen nov sistem jarkov. Trije jarki so bili nato povezani z vzhodnim in zahodnim jarkom Dadu. Ko je bilo zunanje mesto obnovljeno v obdobju Džiadžing (1521–1567), je bil okoli zunanjega obzidja zgrajen še en jarek.
Voda za jarke je bila izvirska voda, preusmerjena z gore Jučuan in Baifučuan, severozahodno od mesta. Voda je tekla po reki Čanghe in se nato pri Šidžimenu razdelila v dva pritoka. Ena pot je vodila proti vzhodu in tvorila sistem jarkov notranjega mesta, nato pa se je pri Dešengmenu razdelila na dva nadaljnja pritoka, eden je tekel proti jugu, drugi proti vzhodu. Druga pot je vstopila v Džišuitan na jugu, oblikovala tri jezera cesarskih vrtov in se končno ponovno pridružila sistemu jarkov pri Tongziheju. Od tam je voda tekla vzdolž ukrivljenosti mestnega obzidja in se pridružila južnemu sistemu jarkov mesta pri Džengjangmenu. Vzhodna pot se je pri severovzhodnem vogalnem stražarskem stolpu obrnila za 90 stopinj proti jugu in se severozahodno od Dongbianmena združila z južnim sistemom jarkov mesta. Drug jarek je tekel proti zahodu in nato proti jugu ter tvoril sistem jarkov zunanjega mesta. Pri Dongbianmenu se je združil z južnim in vzhodnim sistemom jarkov notranjega mesta in se končno izlil v reko Tonghui.
Sistem jarkov notranjega mesta je bil najširši, s 30 do 50 metri, jugovzhodno od Džengjangmena. Najožja točka, široka le 10 metrov, je bil odsek med Dongdžimenom in Čaojangmenom. Jarek je bil na najgloblji točki globok tri metre, na najplitvejši točki, blizu Fučengmena, pa meter globok. Zunanji jarek je bil ožji in plitvejši od jarka v notranjem mestu. Do konca dinastije Čing se umetni sistem jarkov ni nič razlikoval od naravnega rečnega sistema.
Vodni prehodi, ki so bili na več lokacijah vzdolž pekinškega mestnega obzidja, so omogočali pretok vode v mesto in iz njega. V notranjem mestu je bilo sedem prehodov: zahodni Dešengmen (vhod v notranje mesto, trije prehodi), južni Dongdžimen (izhod iz mesta, en prehod), južni Čaojangmen (izhod iz mesta, en prehod), vzhodni Čongvenmen (izhod iz mesta, en prehod), vzhodni Džengjangmen (izhod iz mesta, en prehod), zahodni Džengjangmen (izhod iz mesta, trije prehodi) in zahodni Šuanvumen (izhod iz mesta, en prehod). V zunanjem mestu so bili trije prehodi: vzhodni Šibianmen (vhod v zunanje mesto, trije prehodi), zahodni Dongbianmen (vhod v zunanje mesto, trije prehodi) in vzhodni Dongbianmen (glavna drenaža za notranje in zunanje mesto, trije prehodi). Prehodi so imeli nabite zemeljske temelje, prekrite s kamnitimi ploščami in kamnitimi opekami, nato pa plastjo opeke. Vsak prehod je imel dve ali tri plasti železne ograje in veliko vojakov na straži.
Sistem jarkov je vplival na vsakodnevne dejavnosti pekinških meščanov. Od obdobja Jongle (1402–1424) do sredine dinastije Čing (1644–1912) so vzhodni deli južnega sistema jarkov uporabljali kot kanale za prevoz osnovnih živil, ki so prihajala v mesto. Meščani so se lahko vkrcali na čolne pri vzhodnem sistemu jarkov, potovali proti jugu, da bi zapustili mesto pri Dongbianmenu, in se spustili po reki Tonghui, ki vodi do podeželskih območij Tongdžouja. Vsako leto med festivalom lačnih duhov so ljudje na vodo postavili majhne ladje s svečami. Ko so pozimi zamrznili, so jarke uporabljali kot bližnjice v mesto in iz njega. Drsali so, led pa so rezali in shranjevali pod zemljo za uporabo v poletnih mesecih. Jarki so bili dom številnim ribam in racam.
Leta 1953 je bil pekinški sistem jarkov dolg 41,19 kilometra. Ko se je mesto še naprej širilo, se sistem jarkov ni več uporabljal in velik del je bil speljan pod zemljo. Sistem jarkov treh glavnih južnih vrat je v šestdesetih letih prejšnjega stoletja postal podzemne reke. Zahodni, vzhodni in severni sistem jarkov so bili pokriti v sedemdesetih letih prejšnjega stoletja. Nekaj ostankov severnega sistema jarkov v notranjem mestu, južnega sistema jarkov v zunanjem mestu ter sistemov cesarskega in Prepovedanega mesta je še vedno prisotno.
Številna pekinška jezera so bila zasuta od sredine šestdesetih do sredine sedemdesetih let prejšnjega stoletja (na primer jezero Taiping), skupna površina pa je znašala 33,4 hektarja. Številna druga, kot sta Longšugou in Lianhuači, so se zmanjšala z delnim zasipanjem. Vlada je očistila tudi številna jezera zunaj mesta in nekatera spremenila v večja jezera. Javni parki so bili ustvarjeni v parku Taoranting, jezeru Longtan, Jujuantanu in Zidžujuanu. V 1950-ih je bilo zgrajenih nekaj novih rečnih sistemov (reka Kunju in reka Džingmi Diversion).